# Zoran Đorđić
Zoran Đorđić (serbisch-kyrillisch Зоран Ђорђић; * 15. Oktober 1966 in Šabac, SR Serbien, SFR Jugoslawien) ist ein ehemaliger jugoslawischer und serbischer Handballtorwart und Torwarttrainer. Sein Sohn Petar Đorđić ist ebenfalls als Handball-Profi aktiv. Am 2. April 2008 sorgten die beiden beim Spiel der HSG Wetzlar gegen die Rhein-Neckar Löwen für ein Novum in der Geschichte der deutschen Handball-Bundesliga: erstmals standen Vater und Sohn gemeinsam in einer Mannschaft auf dem Spielfeld.

## Leben
Seine Karriere begann Đorđić beim serbischen Verein Metaloplastika Šabac. Nach dem Gewinn zweier Meisterschaften wechselte er zu Partizan Belgrad, wo er in seiner einzigen Spielzeit das Double gewann. Anschließend unterschrieb er in Frankreich bei OM Vitrolles. Dort wurde er 1994 französischer Meister sowie 1995 Pokalsieger. Nach zwei Jahren bei Stade Olympique Chambéry wechselte er 1997 nach Deutschland zur SG Wallau/Massenheim, wo er acht Jahre lang bis zum Zwangsabstieg 2005 in der Bundesliga-Mannschaft spielte. Nach einem zweijährigen Engagement bei der MT Melsungen wechselte Đorđić 2007 zur HSG Wetzlar. Im April 2009 wurde er nach der Entlassung von Volker Mudrow neuer Trainer der HSG Wetzlar. Dies war möglich, da er Ende 2008 einen deutschen Trainerschein gemacht hatte. Đorđić fungierte nur als Interimstrainer bis zum Saisonende, ehe dann Michael Roth neuer Trainer der HSG Wetzlar wurde. Gleichzeitig beendete er seine aktive Karriere. Im März 2012 kehrte Đorđić wieder ins Tor zurück, um den schwer am Knie verletzten Johannes Bitter beim HSV Hamburg für den Rest der Saison 2011/12 zu vertreten. Mit 347 gehaltenen Siebenmetern in 368 Bundesligaspielen (0,94 pro Spiel) gehört er in dieser Kategorie zu den besten Torhütern der Ligageschichte, nur Andrei Lawrow hat eine bessere Quote (1,01 pro Spiel).
Für die jugoslawische Nationalmannschaft bestritt Đorđić 128 Länderspiele. Er gewann jeweils Bronze bei der Europameisterschaft 1996 und den Weltmeisterschaften 1999 und 2001.
Ab April 2018 war er für einige Monate beim polnischen Verein KS Kielce als Torwarttrainer tätig.

## Erfolge
- 3× jugoslawischer Meister: 1987, 1988, 1993
- 1× jugoslawischer Pokalsieger: 1993
- 1× französischer Meister: 1994
- 1× französischer Pokalsieger: 1995
- Finale Europapokal der Pokalsieger 1994
- Bronze bei der Europameisterschaft 1996
- Bronze bei den Weltmeisterschaften 1999 und 2001